# Loturile pentru Campionatul Mondial de Fotbal 1954
Mai jos sunt loturile pentru Campionatul Mondial de Fotbal 1954, organizat în Elveția. A fost primul Campionat Mondial la care toți fotbaliștii au jucat cu numere pe spatele tricourilor, impuse de FIFA, de la 1 la 22.
Scoția a fost singura echipă care a avut stranieri (7 jucători de la cluburile engleze).

## Grupa 1

### Brazilia
Antrenor principal: Zezé Moreira
| Nr. | Poz. | Jucător         | Data nașterii (vârsta) | Selecții | Club          |
| --- | ---- | --------------- | ---------------------- | -------- | ------------- |
| 1   | P    | Castilho        | 27 noiembrie 1927      | 13       | Fluminense    |
| 2   | F    | Djalma Santos   | 27 februarie 1929      | 14       | Portuguesa    |
| 3   | F    | Nílton Santos   | 16 mai 1927            | 18       | Botafogo RJ   |
| 4   | F    | Brandãozinho    | 9 iunie 1925           | 12       | Portuguesa    |
| 5   | M    | Pinheiro        | 13 ianuarie 1932       | 13       | Fluminense    |
| 6   | M    | Bauer (căpitan) | 21 noiembrie 1925      | 21       | São Paulo     |
| 7   | A    | Julinho         | 29 iulie 1929          | 13       | Portuguesa    |
| 8   | M    | Didi            | 8 octombrie 1929       | 13       | Fluminense    |
| 9   | A    | Baltazar        | 14 ianuarie 1926       | 19       | Corinthians   |
| 10  | A    | Pinga           | 11 februarie 1924      | 14       | Vasco da Gama |
| 11  | A    | Rodrigues       | 27 iunie 1925          | 14       | Palmeiras     |
| 12  | F    | Paulinho        | 15 aprilie 1932        |          | Vasco da Gama |
| 13  | F    | Alfredo         | 27 octombrie 1924      |          | São Paulo     |
| 14  | M    | Ely             | 14 mai 1921            | 15       | Vasco da Gama |
| 15  | F    | Mauro           | 30 august 1930         | 4        | São Paulo     |
| 16  | M    | Dequinha        | 19 martie 1928         | 7        | Flamengo      |
| 17  | A    | Maurinho        | 6 iunie 1933           | 0        | São Paulo     |
| 18  | A    | Humberto        | 4 februarie 1934       | 3        | Palmeiras     |
| 19  | A    | Índio           | 1 martie 1931          | 0        | Flamengo      |
| 20  | A    | Rubens          | 4 noiembrie 1928       | 1        | Flamengo      |
| 21  | P    | Veludo          | 7 august 1930          | 3        | Fluminense    |
| 22  | P    | Cabeção         | 23 august 1930         |          | Corinthians   |

### Iugoslavia
Antrenor principal: Aleksandar Tirnanić
| Nr. | Poz. | Jucător                 | Data nașterii (vârsta) | Selecții | Club             |
| --- | ---- | ----------------------- | ---------------------- | -------- | ---------------- |
| 1   | P    | Vladimir Beara          | 2 noiembrie 1928       | 25       | Hajduk Split     |
| 2   | F    | Branko Stanković        | 31 octombrie 1921      | 50       | Steaua Roșie     |
| 3   | F    | Tomislav Crnković       | 17 iunie 1929          | 17       | Dinamo Zagreb    |
| 4   | M    | Zlatko Čajkovski        | 24 ianuarie 1923       | 51       | Partizan         |
| 5   | F    | Ivan Horvat             | 16 iulie 1926          | 43       | Dinamo Zagreb    |
| 6   | F    | Vujadin Boškov          | 16 mai 1931            | 22       | Vojvodina        |
| 7   | A    | Tihomir Ognjanov        | 2 martie 1927          | 22       | Steaua Roșie     |
| 8   | A    | Rajko Mitić             | 19 noiembrie 1922      | 47       | Steaua Roșie     |
| 9   | A    | Bernard Vukas           | 1 mai 1927             | 35       | Hajduk Split     |
| 10  | M    | Stjepan Bobek (căpitan) | 3 decembrie 1923       | 53       | Partizan         |
| 11  | A    | Branko Zebec            | 17 mai 1929            | 22       | Partizan         |
| 12  | P    | Branko Kralj            | 10 martie 1924         | 0        | Dinamo Zagreb    |
| 13  | F    | Miljan Zeković          | 15 noiembrie 1925      | 3        | Steaua Roșie     |
| 14  | M    | Lev Mantula             | 8 decembrie 1928       | 0        | Dinamo Zagreb    |
| 15  | M    | Ljubiša Spajić          | 7 martie 1926          | 6        | Steaua Roșie     |
| 16  | F    | Sima Milovanov          | 10 aprilie 1923        | 4        | Vojvodina        |
| 17  | F    | Bruno Belin             | 16 ianuarie 1929       | 3        | Partizan         |
| 18  | A    | Miloš Milutinović       | 5 februarie 1933       | 8        | Partizan         |
| 19  | M    | Zlatko Papec            | 17 ianuarie 1934       | 1        | Hajduk Split     |
| 20  | A    | Dionizije Dvornić       | 27 aprilie 1926        | 3        | Dinamo Zagreb    |
| 21  | A    | Todor Veselinović       | 22 octombrie 1930      | 2        | Vojvodina        |
| 22  | A    | Aleksandar Petaković    | 6 august 1932          | 0        | Radnicki Belgrad |

### Franța
Antrenor principal: Pierre Pibarot
| Nr. | Poz. | Jucător                  | Data nașterii (vârsta) | Selecții | Club               |
| --- | ---- | ------------------------ | ---------------------- | -------- | ------------------ |
| 1   | P    | François Remetter        | 8 august 1928          | 4        | Metz               |
| 2   | P    | César Ruminski           | 14 iunie 1924          | 7        | Lille              |
| 3   | P    | Claude Abbes             | 24 mai 1927            | 0        | Etienne            |
| 4   | F    | Lazare Gianessi          | 9 noiembrie 1925       | 12       | Monaco             |
| 5   | F    | Jacques Grimonpon        | 30 iulie 1925          | 0        | Bordeaux           |
| 6   | F    | Raymond Kaelbel          | 31 ianuarie 1932       | 0        | Strasbourg         |
| 7   | F    | Roger Marche             | 5 martie 1924          | 37       | Reims              |
| 8   | M    | Guillaume Bieganski      | 3 noiembrie 1932       | 1        | Lille              |
| 9   | M    | Antoine Cuissard         | 19 iulie 1924          | 27       | Nice               |
| 10  | M    | Robert Jonquet (căpitan) | 3 mai 1925             | 26       | Reims              |
| 11  | M    | Xercès Louis             | 31 octombrie 1926      | 0        | Lens               |
| 12  | M    | Jean-Jacques Marcel      | 13 iunie 1931          | 8        | Sochaux            |
| 13  | A    | Abderrahmane Mahjoub     | 25 aprilie 1929        | 2        | Nice               |
| 14  | F    | Armand Penverne          | 26 noiembrie 1926      | 11       | Reims              |
| 15  | M    | Abdelaziz Ben Tifour     | 25 iulie 1927          | 1        | Troyes             |
| 16  | A    | René Dereuddre           | 26 iunie 1930          | 1        | Toulouse FC (1937) |
| 17  | A    | Léon Glovacki            | 19 februarie 1928      | 3        | Reims              |
| 18  | A    | Raymond Kopa             | 13 octombrie 1931      | 13       | Reims              |
| 19  | M    | Michel Leblond           | 10 mai 1932            | 1        | Reims              |
| 20  | A    | Ernest Schultz           | 29 ianuarie 1931       | 0        | Lyon               |
| 21  | A    | André Strappe            | 23 februarie 1928      | 23       | Lille              |
| 22  | A    | Jean Vincent             | 29 noiembrie 1930      | 2        | Lille              |

### Mexic
Antrenor principal:  Antonio López Herranz
| Nr. | Poz. | Jucător                | Data nașterii (vârsta) | Selecții | Club         |
| --- | ---- | ---------------------- | ---------------------- | -------- | ------------ |
| 1   | P    | Antonio Carbajal       | 7 iunie 1929           | 11       | Club León    |
| 2   | F    | Narciso López          | 18 august 1928         | 3        | CD Oro       |
| 3   | M    | Jorge Romo             | 20 aprilie 1934        | 5        | CD Marte     |
| 4   | F    | Saturnino Martínez     | 1 ianuarie 1928        | 6        | Necaxa       |
| 5   | F    | Raúl Cárdenas          | 30 octombrie 1928      | 4        | Puebla       |
| 6   | M    | Rafael Avalos          | 6 ianuarie 1926        | 3        | Atlante      |
| 7   | A    | Alfredo Torres         | 31 mai 1931            | 3        | Atlas        |
| 8   | A    | José Naranjo (căpitan) | 19 martie 1926         | 12       | CD Oro       |
| 9   | A    | José Luis Lamadrid     | 3 iulie 1930           | 5        | Necaxa       |
| 10  | A    | Tomás Balcázar         | 21 decembrie 1931      | 9        | Guadalajara  |
| 11  | A    | Raúl Arellano          | 28 februarie 1935      | 0        | Guadalajara  |
| 12  | P    | Salvador Mota          | 30 noiembrie 1922      | 0        | Atlante      |
| 13  | F    | Sergio Bravo           | 27 noiembrie 1927      | 6        | Club León    |
| 14  | M    | Juan Gómez             | 26 iunie 1924          | 0        | Atlas        |
| 15  | A    | Carlos Blanco          | 5 martie 1928          | 4        | Necaxa       |
| 16  | M    | Pedro Nájera           | 3 februarie 1929       | 0        | Club América |
| 17  | A    | Carlos Septién         | 18 ianuarie 1923       | 11       | CD Tampico   |
| 18  | A    | Carlos Carus           | 6 octombrie 1930       | 0        | Toluca       |
| 19  | A    | Moises Jinich          |                        | 1        | Atlante      |
| 20  | A    | José Antonio Roca      | 24 mai 1928            | 7        | CD Zacatepec |
| 21  | M    | Mario Ochoa            | 7 noiembrie 1927       | 5        | CD Marte     |
| 22  | A    | Ranulfo Cortés         |                        | 0        | CD Oro       |

## Grupa 2

### Ungaria
Antrenor principal: Gusztáv Sebes
| Nr. | Poz. | Jucător                 | Data nașterii (vârsta) | Selecții | Club             |
| --- | ---- | ----------------------- | ---------------------- | -------- | ---------------- |
| 1   | P    | Gyula Grosics           | 4 februarie 1926       | 31       | Honvéd Budapesta |
| 2   | F    | Jenő Buzánszky          | 4 mai 1925             | 23       | Dorogi FC        |
| 3   | F    | Gyula Lóránt            | 6 februarie 1923       | 24       | Honvéd Budapesta |
| 4   | F    | Mihály Lantos           | 29 septembrie 1928     | 30       | MTK Budapesta    |
| 5   | M    | József Bozsik           | 25 noiembrie 1925      | 48       | Honvéd Budapesta |
| 6   | A    | József Zakariás         | 25 martie 1924         | 31       | MTK Budapesta    |
| 7   | A    | József Tóth             | 16 mai 1929            | 2        | Csepel SC        |
| 8   | A    | Sándor Kocsis           | 21 septembrie 1929     | 36       | Honvéd Budapesta |
| 9   | A    | Nándor Hidegkuti        | 3 martie 1922          | 36       | MTK Budapesta    |
| 10  | A    | Ferenc Puskás (căpitan) | 2 aprilie 1927         | 55       | Honvéd Budapesta |
| 11  | A    | Zoltán Czibor           | 8 august 1929          | 26       | Honvéd Budapesta |
| 12  | F    | Béla Kárpáti            | 30 septembrie 1929     | 1        | Gyori ETO        |
| 13  | F    | Pál Várhidi             | 6 noiembrie 1931       | 0        | Újpest           |
| 14  | M    | Imre Kovács             | 26 noiembrie 1921      | 8        | MTK Budapesta    |
| 15  | M    | Ferenc Szojka           | 7 aprilie 1931         | 0        | Salgótarjáni BTC |
| 16  | M    | László Budai            | 19 iulie 1928          | 21       | Honvéd Budapesta |
| 17  | A    | Ferenc Machos           | 30 iunie 1932          | 0        | Honvéd Budapesta |
| 18  | A    | Lajos Csordás           | 6 octombrie 1932       | 7        | Vasas SC         |
| 19  | A    | Péter Palotás           | 27 iunie 1929          | 16       | MTK Budapesta    |
| 20  | A    | Mihály Tóth             | 24 septembrie 1926     | 3        | Újpest           |
| 21  | P    | Sándor Gellér           | 12 iulie 1925          | 5        | MTK Budapesta    |
| 22  | P    | Géza Gulyás             | 5 iunie 1931           | 0        | Ferencváros      |

### Germania de Vest
Antrenor principal: Sepp Herberger
| Nr. | Poz. | Jucător                | Data nașterii (vârsta) | Selecții | Club                |
| --- | ---- | ---------------------- | ---------------------- | -------- | ------------------- |
| 1   | P    | Toni Turek             | 18 ianuarie 1919       | 13       | Düsseldorf          |
| 2   | F    | Fritz Laband           | 1 noiembrie 1925       | 1        | Hamburg             |
| 3   | F    | Werner Kohlmeyer       | 19 aprilie 1924        | 12       | Kaiserslautern      |
| 4   | F    | Hans Bauer             | 28 iulie 1927          | 2        | Bayern              |
| 5   | F    | Herbert Erhardt        | 6 iulie 1930           | 1        | Greuther Fürth      |
| 6   | M    | Horst Eckel            | 8 februarie 1932       | 8        | Kaiserslautern      |
| 7   | F    | Josef Posipal          | 20 iunie 1927          | 15       | Hamburg             |
| 8   | M    | Karl Mai               | 27 iulie 1928          | 3        | Greuther Fürth      |
| 9   | M    | Paul Mebus             | 9 iunie 1920           | 5        | Köln                |
| 10  | F    | Werner Liebrich        | 18 ianuarie 1927       | 2        | Kaiserslautern      |
| 11  | M    | Karl-Heinz Metzner     | 9 ianuarie 1923        | 2        | KSV Hessen Kassel   |
| 12  | A    | Helmut Rahn            | 16 august 1929         | 9        | Rot-Weiss Essen     |
| 13  | A    | Max Morlock            | 11 mai 1925            | 12       | Nürnberg            |
| 14  | A    | Bernhard Klodt         | 26 octombrie 1926      | 6        | Schalke 04          |
| 15  | A    | Ottmar Walter          | 6 martie 1924          | 11       | Kaiserslautern      |
| 16  | A    | Fritz Walter (căpitan) | 31 octombrie 1920      | 38       | Kaiserslautern      |
| 17  | A    | Richard Herrmann       | 28 ianuarie 1923       | 7        | FSV Frankfurt       |
| 18  | A    | Ulrich Biesinger       | 6 august 1933          | 0        | Augsburg            |
| 19  | M    | Alfred Pfaff           | 16 iulie 1926          | 1        | Eintracht Frankfurt |
| 20  | A    | Hans Schäfer           | 19 octombrie 1927      | 5        | Köln                |
| 21  | P    | Heinz Kubsch           | 20 iulie 1930          | 1        | FK Pirmasens        |
| 22  | P    | Heinz Kwiatkowski      | 16 iulie 1926          | 0        | Dortmund            |

### Turcia
Antrenor principal:  Sandro Puppo
| Nr. | Poz. | Jucător                | Data nașterii (vârsta) | Selecții | Club             |
| --- | ---- | ---------------------- | ---------------------- | -------- | ---------------- |
| 1   | P    | Turgay Șeren (căpitan) | 15 mai 1932            | 11       | Galatasaray      |
| 2   | F    | Rıdvan Bolatlı         | 2 decembrie 1928       | 2        | Ankaragücü       |
| 3   | F    | Basri Dirimlili        | 7 iunie 1929           | 3        | Fenerbahçe       |
| 4   | F    | Mustafa Ertan          | 21 aprilie 1926        | 4        | Ankaragücü       |
| 5   | M    | Çetin Zeybek           | 12 septembrie 1932     | 2        | Kasımpașa        |
| 6   | M    | Rober Eryol            | 21 decembrie 1930      | 5        | Galatasaray      |
| 7   | A    | Erol Keskin            | 2 martie 1927          | 1        | Alibeyköyspor    |
| 8   | A    | Suat Mamat             | 8 noiembrie 1930       | 2        | Galatasaray      |
| 9   | A    | Feridun Buğeker        | 5 aprilie 1933         | 3        | Fenerbahçe       |
| 10  | A    | Burhan Sargun          | 11 februarie 1929      | 5        | Fenerbahçe       |
| 11  | A    | Lefter Küçükandonyadis | 22 decembrie 1925      | 3        | Fenerbahçe       |
| 12  | P    | Șükrü Ersoy            | 14 ianuarie 1934       | 3        | Ankaragücü       |
| 13  | P    | Bülent Eken            | 26 octombrie 1923      | 0        | Galatasaray      |
| 14  | F    | Ali Beratlıgil         | 21 octombrie 1931      | 2        | Galatasaray      |
| 15  | M    | Mehmet Dinçer          | 1 ianuarie 1924        | 0        | Fenerbahçe       |
| 16  | F    | Nedim Günar            | 2 ianuarie 1932        | 0        | Fenerbahçe       |
| 17  | F    | Naci Erdem             | 28 ianuarie 1931       | 0        | Fenerbahçe       |
| 18  | F    | Kaçmaz Akgün           | 19 februarie 1935      | 1        | Fenerbahçe       |
| 19  | F    | Ahmet Berman           | 1 ianuarie 1932        | 0        | Fatih Karagümrük |
| 20  | A    | Necmi Onarıcı          | 2 noiembrie 1925       | 0        | Alibeyköyspor    |
| 21  | A    | Kadri Aytaç            | 6 august 1931          | 0        | Galatasaray      |
| 22  | A    | Coșkun Taș             | 23 aprilie 1935        | 2        | Beșiktaș         |

### Coreea de Sud
Antrenor principal:  Kim Yong-sik
| Nr. | Poz. | Jucător            | Data nașterii (vârsta) | Selecții | Club                                 |
| --- | ---- | ------------------ | ---------------------- | -------- | ------------------------------------ |
| 1   | P    | Hong Deok-young    | 5 mai 1921             |          | Chosun Textile Company FC            |
| 2   | F    | Park Kyu-chung     | 12 iunie 1924          |          | Army Logistics Command FC            |
| 3   | F    | Park Jae-seung     | 1 aprilie 1923         |          | Counterintelligence Corps FC         |
| 4   | M    | Kang Chang-gi      | 28 august 1928         |          | Chosun Textile Company FC            |
| 5   | M    | Lee Sang-yi        | 1 ianuarie 1922        |          | Chosun Textile Company FC            |
| 6   | F    | Min Byung-dae      | 20 februarie 1918      |          | Counterintelligence Corps FC         |
| 7   | A    | Lee Soo-nam        | 2 februarie 1927       |          | Counterintelligence Corps FC         |
| 8   | A    | Choi Chung-min     | 30 august 1930         |          | Counterintelligence Corps FC         |
| 9   | A    | Woo Sang-kwon      | 2 februarie 1928       |          | Army Provost Marshal Headquarters FC |
| 10  | A    | Sung Nak-woon      | 2 februarie 1926       |          | Army Logistics Command FC            |
| 11  | M    | Chung Nam-sik      | 16 februarie 1917      |          | Counterintelligence Corps FC         |
| 12  | P    | Ham Heung-chul     | 17 noiembrie 1930      |          | Army Provost Marshal Headquarters FC |
| 13  | F    | Li Jong-kap        | 18 martie 1920         |          | Counterintelligence Corps FC         |
| 14  | F    | Han Chang-wha      | 3 noiembrie 1922       |          | Counterintelligence Corps FC         |
| 15  | M    | Kim Ji-sung        | 7 noiembrie 1924       |          | Counterintelligence Corps FC         |
| 16  | M    | Chu Yung-kwang (c) | 15 iulie 1931          |          | Navy FC                              |
| 17  | A    | Park Il-kap        | 21 martie 1926         |          | Counterintelligence Corps FC         |
| 18  | A    | Choi Yung-keun     | 8 februarie 1923       |          | Navy FC                              |
| 19  | A    | Li Ki-joo          | 12 noiembrie 1926      |          | Chosun Textile Company FC            |
| 20  | A    | Chung Kook-chin    | 2 ianuarie 1917        |          | Navy FC                              |

- Numai 20 de jucători au fost selecționați în lotul Coreei de Sud.

## Grupa 3

### Uruguay
Antrenor principal: Juan López
| Nr. | Poz. | Jucător                  | Data nașterii (vârsta) | Selecții | Club              |
| --- | ---- | ------------------------ | ---------------------- | -------- | ----------------- |
| 1   | P    | Roque Máspoli            | 12 octombrie 1917      | 35       | Peñarol           |
| 2   | F    | José Santamaría          | 31 iulie 1929          | 3        | Club Nacional     |
| 3   | F    | William Martínez         | 13 ianuarie 1928       | 11       | Rampla Juniors    |
| 4   | F    | Víctor Rodríguez Andrade | 2 mai 1927             | 20       | Peñarol           |
| 5   | M    | Obdulio Varela (căpitan) | 20 septembrie 1917     | 43       | Peñarol           |
| 6   | M    | Roberto Leopardi         | 19 iulie 1933          | 3        | Club Nacional     |
| 7   | A    | Julio Abbadie            | 7 septembrie 1930      | 9        | Peñarol           |
| 8   | A    | Juan Hohberg             | 8 octombrie 1929       | 3        | Peñarol           |
| 9   | A    | Oscar Míguez             | 5 decembrie 1927       | 14       | Peñarol           |
| 10  | A    | Juan Alberto Schiaffino  | 28 iulie 1925          | 14       | Peñarol           |
| 11  | A    | Carlos Borges            | 14 ianuarie 1932       | 2        | Peñarol           |
| 12  | P    | Julio Maceiras           | 22 aprilie 1926        | 1        | Danubio FC        |
| 13  | F    | Mirto Davoine            | 13 februarie 1933      | 1        | Peñarol           |
| 14  | F    | Eusebio Tejera           | 6 ianuarie 1922        | 31       | Defensor Sporting |
| 15  | M    | Urbano Rivera            | 1 aprilie 1926         | 8        | Danubio FC        |
| 16  | M    | Néstor Carballo          | 3 februarie 1929       | 10       | Club Nacional     |
| 17  | M    | Luis Cruz                | 28 aprilie 1925        | 7        | Club Nacional     |
| 18  | A    | Rafael Souto             | 24 octombrie 1930      | 4        | Club Nacional     |
| 19  | A    | Javier Ambrois           | 9 mai 1932             | 7        | Club Nacional     |
| 20  | A    | Omar Méndez              | 7 august 1934          | 3        | Club Nacional     |
| 21  | A    | Julio Pérez              | 19 iunie 1926          | 14       | Club Nacional     |
| 22  | A    | Luis Castro              | 31 iulie 1921          | 1        | Defensor Sporting |

### Austria
Antrenor principal: Walter Nausch
| Nr. | Poz. | Jucător                | Data nașterii (vârsta) | Selecții | Club          |
| --- | ---- | ---------------------- | ---------------------- | -------- | ------------- |
| 1   | P    | Kurt Schmied           | 14 iunie 1926          | 1        | First Vienna  |
| 2   | F    | Gerhard Hanappi        | 16 februarie 1929      | 37       | Rapid Viena   |
| 3   | M    | Ernst Happel           | 29 noiembrie 1925      | 39       | Rapid Viena   |
| 4   | F    | Leopold Barschandt     | 12 august 1925         | 2        | Wiener SC     |
| 5   | F    | Ernst Ocwirk (căpitan) | 7 martie 1926          | 44       | Austria Viena |
| 6   | M    | Karl Koller            | 8 februarie 1929       | 7        | First Vienna  |
| 7   | A    | Robert Körner          | 21 august 1924         |          | Rapid Viena   |
| 8   | A    | Walter Schleger        | 19 septembrie 1929     | 8        | Austria Viena |
| 9   | A    | Theodor Wagner         | 6 august 1927          | 28       | Admira Wacker |
| 10  | M    | Erich Probst           | 5 decembrie 1927       | 8        | Rapid Viena   |
| 11  | A    | Alfred Körner          | 14 februarie 1926      |          | Rapid Viena   |
| 12  | M    | Karl Stotz             | 27 martie 1927         | 10       | Austria Viena |
| 13  | M    | Walter Kollmann        | 17 iunie 1932          | 3        | Admira Wacker |
| 14  | M    | Karl Giesser           | 29 octombrie 1928      | 1        | Rapid Viena   |
| 15  | P    | Franz Pelikan          | 6 noiembrie 1925       | 3        | Admira Wacker |
| 16  | P    | Walter Zeman           | 1 mai 1927             | 38       | Rapid Viena   |
| 17  | M    | Alfred Teinitzer       | 29 iulie 1929          | 0        | LASK Linz     |
| 18  | M    | Johann Riegler         | 17 iulie 1929          | 3        | Rapid Viena   |
| 19  | A    | Robert Dienst          | 1 martie 1928          | 16       | Rapid Viena   |
| 20  | F    | Paul Halla             | 10 aprilie 1931        | 3        | Rapid Viena   |
| 21  | A    | Ernst Stojaspal        | 14 ianuarie 1925       | 27       | Austria Viena |
| 22  | A    | Walter Haummer         | 22 noiembrie 1928      | 4        | Admira Wacker |

### Cehoslovacia
Antrenor principal: Karol Borhy
| Nr. | Poz. | Jucător                  | Data nașterii (vârsta) | Selecții | Club                  |
| --- | ---- | ------------------------ | ---------------------- | -------- | --------------------- |
| 1   | P    | Theodor Reimann          | 10 februarie 1921      | 4        | Slovan Bratislava     |
| 2   | F    | František Šafránek       | 2 ianuarie 1931        | 10       | Dukla Praga           |
| 3   | M    | Svatopluk Pluskal        | 28 octombrie 1930      | 3        | Dukla Praga           |
| 4   | F    | Ladislav Novák (căpitan) | 5 decembrie 1931       | 11       | Dukla Praga           |
| 5   | F    | Jiří Trnka               | 2 decembrie 1926       | 20       | Dukla Praga           |
| 6   | M    | Michal Benedikovič       | 31 mai 1923            | 7        | Slovan Bratislava     |
| 7   | A    | Ladislav Hlaváček        | 26 iunie 1925          | 13       | Dukla Praga           |
| 8   | A    | Otto Hemele              | 22 ianuarie 1926       | 8        | Dukla Praga           |
| 9   | A    | Anton Malatinský         | 15 ianuarie 1920       | 10       | Baník Handlová        |
| 10  | A    | Emil Pažický             | 14 octombrie 1927      | 14       | Slovan Bratislava     |
| 11  | A    | Jiří Pešek               | 4 iunie 1927           | 4        | Sparta Praga          |
| 12  | F    | Anton Krásnohorský       | 22 octombrie 1925      | 9        | MŠK Žilina            |
| 13  | M    | Jiří Hledík              | 19 aprilie 1929        | 3        | Křídla vlasti Olomouc |
| 14  | M    | Jan Hertl                | 23 ianuarie 1929       | 6        | Dukla Praga           |
| 15  | A    | Ladislav Kačáni          | 1 aprilie 1931         | 7        | Inter Bratislava      |
| 16  | M    | Zdeněk Procházka         | 12 ianuarie 1928       | 1        | Sparta Praga          |
| 17  | A    | Tadeáš Kraus             | 22 octombrie 1932      | 5        | Křídla vlasti Olomouc |
| 18  | A    | Josef Majer              | 8 iunie 1925           | 0        | SK Kladno             |
| 19  | A    | Jaroslav Košnar          | 17 august 1930         | 1        | Inter Bratislava      |
| 20  | A    | Kazimír Gajdoš           | 28 martie 1934         | 0        | Tatran Prešov         |
| 21  | P    | Imrich Stacho            | 4 noiembrie 1931       | 6        | Tankista Praga        |
| 22  | P    | Viliam Schrojf           | 2 august 1931          | 1        | Křídla vlasti Olomouc |

### Scoția
Antrenor principal: Andy Beattie (a renunțat la funcție după primul meci; meciurile rămase au fost conduse de un comitet de antrenori)
| Nr. | Poz. | Jucător                     | Data nașterii (vârsta) | Selecții | Club                  |
| --- | ---- | --------------------------- | ---------------------- | -------- | --------------------- |
| 1   | P    | Fred Martin                 | 13 mai 1929            | 2        | Aberdeen              |
| 2   | F    | Willie Cunningham (căpitan) | 22 februarie 1925      | 3        | Preston               |
| 3   | F    | Jock Aird                   | 18 februarie 1926      | 2        | Burnley               |
| 4   | F    | Bobby Evans                 | 16 iulie 1927          | 17       | Celtic                |
| 5   | F    | Tommy Docherty              | 24 august 1928         | 5        | Preston               |
| 6   | M    | Jimmy Davidson              | 8 noiembrie 1925       | 2        | Partick Thistle FC    |
| 7   | M    | Doug Cowie                  | 1 mai 1926             | 6        | Dundee FC             |
| 8   | A    | John Mackenzie              | 4 septembrie 1925      | 4        | Partick Thistle FC    |
| 9   | A    | George Hamilton             | 7 decembrie 1917       | 5        | Aberdeen              |
| 10  | A    | Allan Brown                 | 12 octombrie 1926      | 11       | Blackpool             |
| 11  | A    | Neil Mochan                 | 6 aprilie 1927         | 1        | Celtic                |
| 12  | A    | Willie Fernie               | 22 noiembrie 1928      | 1        | Celtic                |
| 13  | A    | Willie Ormond               | 23 februarie 1927      | 3        | Hibernian             |
| 14  | P    | John Anderson*              | 8 decembrie 1929       | 1        | Leicester             |
| 15  | A    | Bobby Johnstone*            | 7 septembrie 1929      | 11       | Hibernian             |
| 16  | A    | Jackie Henderson*           | 17 ianuarie 1932       | 4        | Portsmouth            |
| 17  | M    | David Mathers*              | 25 octombrie 1931      | 1        | Partick Thistle FC    |
| 18  | F    | Alex Wilson*                | 29 octombrie 1933      | 1        | Portsmouth            |
| 19  | A    | Jimmy Binning*              | 25 iulie 1927          | 0        | Queen of the South FC |
| 20  | A    | Bobby Combe*                | 29 februarie 1924      | 3        | Hibernian             |
| 21  | A    | Ernie Copland*              | 15 aprilie 1927        | 0        | Raith Rovers FC       |
| 22  | A    | Ian McMillan*               | 18 martie 1931         | 3        | Airdrieonians FC      |

- Numai 13 jucători au călătorit spre Elveția pentru turneul din 1954. Anderson, Henderson, Mathers, Wilson, Binning, Combe, Copland și McMillan nu au călătorit cu lotul și au stat acasă în așteptarea unei eventuale convocări. Johnstone a plecat cu lotul spre Elveția, dar s-a accidentat și s-a întors acasă, fiind înlocuit de Hamilton.[1][2]

## Grupa 4

### Anglia
Antrenor principal: Walter Winterbottom
| Nr. | Poz. | Jucător                | Data nașterii (vârsta) | Selecții | Club                |
| --- | ---- | ---------------------- | ---------------------- | -------- | ------------------- |
| 1   | P    | Gil Merrick            | 26 ianuarie 1922       | 20       | Birmingham          |
| 2   | F    | Ron Staniforth         | 13 aprilie 1924        | 3        | Huddersfield        |
| 3   | F    | Roger Byrne            | 8 februarie 1929       | 3        | Manchester United   |
| 4   | F    | Billy Wright (căpitan) | 6 februarie 1924       | 58       | Wolves              |
| 5   | M    | Syd Owen               | 28 februarie 1922      | 2        | Luton               |
| 6   | M    | Jimmy Dickinson        | 24 aprilie 1925        | 35       | Portsmouth          |
| 7   | A    | Stanley Matthews       | 1 februarie 1915       | 36       | Blackpool           |
| 8   | A    | Ivor Broadis           | 18 decembrie 1922      | 11       | Newcastle           |
| 9   | A    | Nat Lofthouse          | 27 august 1925         | 19       | Bolton              |
| 10  | A    | Tommy Taylor           | 29 ianuarie 1932       | 3        | Manchester United   |
| 11  | A    | Tom Finney             | 5 aprilie 1922         | 51       | Preston             |
| 12  | P    | Ted Burgin             | 29 aprilie 1927        | 0        | Sheffield United    |
| 13  | F    | Ken Green              | 27 aprilie 1924        | 0        | Birmingham          |
| 14  | M    | Bill McGarry           | 10 iunie 1927          | 0        | Huddersfield        |
| 15  | A    | Dennis Wilshaw         | 11 martie 1926         | 1        | Wolves              |
| 16  | M    | Albert Quixall         | 9 august 1933          | 3        | Sheffield Wednesday |
| 17  | A    | Jimmy Mullen           | 6 ianuarie 1923        | 11       | Wolves              |
| 18  | F    | Allenby Chilton*       | 16 septembrie 1918     | 2        | Manchester United   |
| 19  | M    | Ken Armstrong*         | 3 iunie 1924           | 0        | Chelsea             |
| 20  | M    | Bedford Jezzard*       | 19 octombrie 1927      | 1        | Fulham              |
| 21  | M    | Johnny Haynes*         | 17 octombrie 1934      | 0        | Fulham              |
| 22  | A    | Harry Hooper*          | 14 iunie 1933          | 0        | West Ham            |

- Numai 17 din cei 22 de jucători au plecat spre Elveția pentru CM 1954. Cinci jucători: Ken Armstrong, Allenby Chilton, Johnny Haynes, Harry Hooper și Bedford Jezzardau fost puși pe lista de rezerve, așteptând să fie convocați în cazul în care jucători ai lotului se accidentau.[3]

### Elveția
Antrenor principal:  Karl Rappan

### Italia
Antrenor principal:  Lajos Czeizler
| Nr. | Poz. | Jucător                       | Data nașterii (vârsta) | Selecții | Club         |
| --- | ---- | ----------------------------- | ---------------------- | -------- | ------------ |
| 1   | P    | Giorgio Ghezzi                | 10 iulie 1930          | 1        | Inter Milano |
| 2   | F    | Guido Vincenzi                | 14 iulie 1932          | 1        | Inter Milano |
| 3   | F    | Giovanni Giacomazzi           | 18 ianuarie 1928       | 1        | Inter Milano |
| 4   | F    | Maino Neri                    | 30 iunie 1924          | 6        | Inter Milano |
| 5   | M    | Omero Tognon                  | 3 martie 1924          | 11       | Milan        |
| 6   | M    | Fulvio Nesti                  | 8 iunie 1925           | 2        | Inter Milano |
| 7   | A    | Ermes Muccinelli              | 28 iulie 1927          | 9        | Juventus     |
| 8   | A    | Egisto Pandolfini             | 19 februarie 1926      | 14       | Roma         |
| 9   | A    | Carlo Galli                   | 6 martie 1931          | 2        | Roma         |
| 10  | A    | Gino Cappello                 | 2 iunie 1920           | 10       | Bologna      |
| 11  | A    | Benito Lorenzi                | 20 decembrie 1925      | 11       | Inter Milano |
| 12  | P    | Giovanni Viola                | 26 iunie 1926          | 0        | Juventus     |
| 13  | F    | Ardico Magnini                | 21 octombrie 1928      | 4        | Fiorentina   |
| 14  | F    | Sergio Cervato                | 22 martie 1929         | 11       | Fiorentina   |
| 15  | F    | Giacomo Mari                  | 17 octombrie 1924      | 7        | Juventus     |
| 16  | M    | Rino Ferrario                 | 7 decembrie 1926       | 1        | Juventus     |
| 17  | A    | Armando Segato                | 3 mai 1930             | 3        | Fiorentina   |
| 18  | M    | Gino Pivatelli                | 27 martie 1933         | 0        | Bologna      |
| 19  | A    | Giampiero Boniperti (căpitan) | 4 iulie 1928           | 22       | Juventus     |
| 20  | M    | Guido Gratton                 | 23 septembrie 1932     | 1        | Fiorentina   |
| 21  | A    | Amleto Frignani               | 5 martie 1932          | 6        | Milan        |
| 22  | P    | Leonardo Costagliola          | 27 octombrie 1921      | 3        | Fiorentina   |

### Belgia
Antrenor principal:  Doug Livingstone
| Nr. | Poz. | Jucător                  | Data nașterii (vârsta) | Selecții | Club                  |
| --- | ---- | ------------------------ | ---------------------- | -------- | --------------------- |
| 1   | P    | Léopold Gernaey          | 25 februarie 1927      | 7        | ASV Oostende KM       |
| 2   | F    | Marcel Dries             | 19 septembrie 1929     | 7        | K. Berchem Sport      |
| 3   | F    | Alfons Van Brandt        | 24 iunie 1927          | 18       | Lierse                |
| 4   | F    | Constant Huysmans        | 11 octombrie 1928      | 5        | K. Beerschot V.A.C.   |
| 5   | M    | Louis Carré              | 7 ianuarie 1925        | 39       | RFC de Liège          |
| 6   | M    | Victor Mees              | 26 ianuarie 1927       | 31       | Antwerp               |
| 7   | M    | Jozef Vliers             | 18 decembrie 1932      | 0        | K. Beerschot V.A.C.   |
| 8   | A    | Denis Houf               | 16 februarie 1932      | 0        | Standard Liège        |
| 9   | A    | Henri Coppens            | 29 aprilie 1930        | 32       | K. Beerschot V.A.C.   |
| 10  | A    | Léopold Anoul            | 19 august 1922         | 45       | RFC de Liège          |
| 11  | A    | Joseph Mermans (căpitan) | 16 februarie 1922      | 45       | Anderlecht            |
| 12  | P    | Charles Geerts           | 29 octombrie 1930      | 0        | K. Beerschot V.A.C.   |
| 13  | F    | Henri Dirickx            | 7 iulie 1927           | 13       | Union St. Gilloise    |
| 14  | M    | Robert Van Kerkhoven     | 1 octombrie 1924       | 5        | Daring Club Molenbeek |
| 15  | A    | Hippolyte Van Den Bosch  | 30 aprilie 1926        | 2        | Anderlecht            |
| 16  | A    | Pieter Van Den Bosch     | 31 octombrie 1927      | 0        | Anderlecht            |
| 17  | P    | Raymond Ausloos          | 15 mai 1928            | 0        | RWD Molenbeek         |
| 18  | F    | Jef Van Der Linden       | 2 noiembrie 1927       | 0        | Antwerp               |
| 19  | M    | Jo Backaert              | 5 august 1921          | 0        | Charleroi             |
| 20  | M    | Robert Maertens          | 24 ianuarie 1930       | 11       | Antwerp               |
| 21  | M    | Jean Van Steen           | 2 iunie 1929           | 5        | Anderlecht            |
| 22  | A    | Luc Van Hoyweghen        | 7 ianuarie 1929        | 0        | Daring Club Molenbeek |

## Biblografie
- Rafferty, John (1973). One Hundred Years of Scottish Football (Paperback). Pan. ISBN 0-330-23654-7.